# Cardiomya taiwanica
Cardiomya taiwanica is een tweekleppigensoort uit de familie van de Cuspidariidae. De wetenschappelijke naam van de soort is voor het eerst geldig gepubliceerd in 1999 door Okutani & Lan.